# Ампойца
Ампойца (рум. Ampoița) — село у повіті Алба в Румунії. Входить до складу комуни Метеш.
Село розташоване на відстані 278 км на північний захід від Бухареста, 11 км на північний захід від Алба-Юлії, 74 км на південь від Клуж-Напоки.

## Населення
За даними перепису населення 2002 року у селі проживали 689 осіб, з них 687 осіб (99,7%) румунів. Усі жителі села рідною мовою назвали румунську.